# Alexandre Bouzaid
Alexandre Bouzaid (lub Bouzaïd, wym. [alɛkˈsɑ̃drə buzaˈid]; ur. 29 czerwca 1981 r. w Kaolacku) – senegalski szermierz pochodzenia libańskiego. Specjalizuje się w szpadzie, posługuje się lewą ręką.
W 1998 roku został mistrzem świata kadetów podczas imprezy rozgrywanej w wenezuelskiej Valencii. W 2001 roku, podczas juniorskich Mistrzostw Świata w Gdańsku zajął trzecie miejsce.
W 2011 roku zajął pierwsze miejsce podczas odbywających się w Kairze Mistrzostw Afryki. Osiągnięty rezultat pozwolił mu na zakwalifikowanie się do Igrzysk Olimpijskich w Londynie.
Podczas igrzysk olimpijskich Senegalczyk w pierwszej rundzie pokonał Radosława Zawrotniaka 15:9, by następnie odpaść w 1/16 finału z Włochem Paolo Pizzo. Ostatecznie został sklasyfikowany na 15 pozycji.